# Bokutachi wa Tatakawanai
Bokutachi wa Tatakawanai (僕たちは戦わない, Nós não vamos lutar) é o 40º single (42º no total) do grupo idol japonês AKB48, com lançamento em 20 de Maio de 2015 pela You! Be Cool/King Records. A MV deste single conta com a direção de Keishi Ohtomo, da trilogia de filmes Samurai X.
A música foi apresentada ao público pela primeira vez no dia 26 de Março durante um concerto realizado na Saitama Super Arena, em Saitama. A MV foi apresentada em um evento especial (e posteriormente transmitida na TV, pelo canal M-ON), que aconteceu em 22 de Abril em Shinjuku. Assim como nos anos anteriores, o single virá com cupons para que os fãs pudessem votar no 7º Senbatsu Sousenkyo.
Este será o último single com a Rina Kawaei, que anunciou graduação no mesmo dia em que o single foi apresentado, e também o último single A-Side com a Rena Matsui, que anunciou sua graduação em 10 de Junho.

## Sobre a Música
Ao contrário dos anos anteriores (onde as garotas apareciam na capa e nas MVs com biquinis ou trajes de banho), o single de verão de 2015 quebrou o padrão e apostou mais na dança (a exemplo dos singles UZA e River) e as capas do single (exceto o Theater) apresentam uma imagem da MV.
O videoclipe da música, dirigido por Keishi Ohtomo, mostra as garotas lutando contra seus inimigos, no melhor estilo dos filmes apocalípticos como Mad Max. A temática de verão, que até então era predominante nos singles lançados em maio, foi jogada para a "coupling song" Summer Side, assim como suas versões em mandarim para Manatsu no Sounds Good! e Ponytail to Shushu, ambas por SNH48, e Durian Shounen, do NMB48.
Também estarão as músicas das sub-units Tentoumu Chu e Dendenmu Chu, além do Team 8. "Barebare Bushi" é interpretado pelo WONDA SENBATSU e foi usada em um comercial da Wonda, ma marca de bebidas japonesa. "Kimi no Dai Ni Shō" é a música de graduação de Rina Kawaei e estará presente apenas no Type IV. A versão do Teatro incluirá uma música interpretada por Minami Takahashi e Yui Yokoyama.
A faixa principal do single foi escrita por Yasushi Akimoto e a composição é de Yo-Hey.
Uma versão curta da MV foi divulgada em seu canal oficial no YouTube em 22 de Abril, e a versão completa (presente no DVD do single) foi liberada no YT à meia-noite (BRT) do dia 26 de Agosto, junto com o lançamento oficial do 41º single, "Halloween Night".
Existem rumores de que uma versão em mandarim seria lançada como 9º single do SNH48.

## Tracklist
TYPE I
1. Bokutachi wa Tatakawanai
2. Summer Side
3. "Danshi" wa Kenkyuu Taishou! (Tentoumu Chu!)
4. Bokutachi wa Tatakawanai (off-vocal)
5. Summer Side (off-vocal)
6. "Danshi" wa Kenkyuu Taishou (off vocal)

TYPE II
1. Bokutachi wa Tatakawanai
2. Summer Side
3. Kafka to Dendenmu Chu! (Dendenmu Chu!)
4. Bokutachi wa Tatakawanai (off-vocal)
5. Summer Side (off-vocal)
6. Kafka to Dendenmu Chu! (off vocal)

TYPE III
1. Bokutachi wa Tatakawanai
2. Summer Side
3. Kegarete iru Shinjitsu (Team 8)
4. Bokutachi wa Tatakawanai (off-vocal)
5. Summer Side (off-vocal)
6. Kegarete iru Shinjitsu (off vocal)

TYPE IV
1. Bokutachi wa Tatakawanai
2. Barebare Bushi (WONDA Senbatsu)
3. Kimi no Dai-ni shou (Rina Kawaei's Graduation Song)
4. Bokutachi wa Tatakawanai (off-vocal)
5. Barebare Bushi (off-vocal)
6. Kimi no Dai-ni shou (off vocal)